# 8409-es mellékút (Magyarország)
A 8409-es számú mellékút egy bő 6,5 kilométer hosszú, négy számjegyű mellékút Veszprém vármegye északi részén; Döbrönte és Ganna településeket köti össze Pápa térségével (a város déli szomszédságában fekvő Pápakovácsival). Érdekessége, hogy a végpontjánál nem csatlakozik közúthoz, hanem zsákutcaszerűen ér véget, ami az országban a négyszámjegyű mellékutakra nem igazán jellemző.

## Nyomvonala
Pápakovácsi belterületének déli peremén ágazik ki a 8402-es útból, nem sokkal annak a 19. kilométere után, délkelet felé. Mintegy 300 méter után teljesen elhagyja a község belterületi részeit, 1,2 kilométer után elhalad a település szélerőműve mellett, 2,7 kilométer megtételét követően pedig átlép Ganna területére.
Körülbelül 4,7 kilométer teljesítése után éri el az út Kisganna településrész lakott területének északi szélét, majd ott, a Szent Vendel nevére szentelt kápolna mellett keresztezi a 84 102-es számú mellékutat. Utóbbi a 83-as főútból ágazik ki a Pápához tartozó Tapolcafő déli peremvidékén, itt, a keresztezésnél kicsivel a 4. kilométere után jár, és a zsáktelepülésnek tekinthető Nagyganna településrész délnyugati szélén ér véget.
Amint a 8409-es út elhagyja Kisganna legkeletibb fekvésű házait – még az 5. kilométerének elérése előtt –, ki is lép Ganna területéről, onnét Döbrönte határai között folytatódik. E község lakott területét 5,8 kilométer után éri el, ott a Fő utca nevet veszi fel és ezen már nem is változtat. Gannához hasonlóan Döbrönte is zsáktelepülés: a 8409-es út úgy ér véget a falu délkeleti részében elhelyezkedő buszfordulónál, hogy ott más közút nem csatlakozik hozzá, a község délebbi részein már gyakorlatilag csak erdészeti utak és turistautak húzódnak.
Teljes hossza, az országos közutak térképes nyilvántartását szolgáló kira.gov.hu adatbázisa szerint 6,607 kilométer.

## Települések az út mentén
- Pápakovácsi
- Ganna
- Döbrönte